# Fernando de la Puente y Primo de Rivera
Fernando de la Puente y Primo de Rivera (Cadice, 28 agosto 1808 – Madrid, 20 marzo 1867) è stato un cardinale e arcivescovo cattolico spagnolo.

## Biografia
Nato a Cadice il 28 agosto 1808, papa Pio IX lo elevò al rango di cardinale nel concistoro del 27 settembre 1861. Morì il 20 marzo 1867 all'età di 58 anni.

## Genealogia episcopale e successione apostolica
La genealogia episcopale è:
- Cardinale Scipione Rebiba
- Cardinale Giulio Antonio Santori
- Cardinale Girolamo Bernerio, O.P.
- Arcivescovo Galeazzo Sanvitale
- Cardinale Ludovico Ludovisi
- Cardinale Luigi Caetani
- Cardinale Ulderico Carpegna
- Cardinale Paluzzo Paluzzi Altieri degli Albertoni
- Papa Benedetto XIII
- Papa Benedetto XIV
- Papa Clemente XIII
- Cardinale Marcantonio Colonna
- Cardinale Giacinto Sigismondo Gerdil, B.
- Cardinale Giulio Maria della Somaglia
- Cardinale Luigi Lambruschini, B.
- Cardinale Giovanni Brunelli
- Cardinale Fernando de la Puente y Primo de Rivera

La successione apostolica è:
- Vescovo Juan Nepomuceno Garcia Gómez (1858)